# Championnats de France de patinage artistique 2007
Navigation
Championnats de France 2006 Championnats de France 2008
Les championnats de France de patinage artistique 2007 ont eu lieu du 1er au 3 décembre 2006 à la patinoire du Baron à Orléans.
Les championnats accueillent 5 épreuves: simple messieurs, simple dames, couple artistique, danse sur glace et patinage synchronisé.

Patinoire du Baron à Orléans

## Faits marquants
- Samuel Contesti et Yannick Kocon patinent pour la dernière fois à des championnats de France, avant de patiner la saison suivante pour l'Italie.

- Alban Préaubert et Yoann Deslot ont déclaré forfait à cause d'une blessure au dos pour le premier et d'une blessure au pied pour le second.

- C'est la première fois que la ville d'Orléans accueille les championnats de France de patinage artistique.

## Podiums
| Épreuves                                 | Or                                      | Argent                             | Bronze                              |
| Messieurs résultats détaillés            | Brian Joubert                           | Yannick Ponsero                    | Samuel Contesti                     |
| Dames résultats détaillés                | Anne-Sophie Calvez                      | Candice Didier                     | Laura Dutertre                      |
| Couples résultats détaillés              | Marylin Pla / Yannick Bonheur           | Adeline Canac / Maximin Coia       | Mélodie Chataigner / Medhi Bouzzine |
| Danse sur glace résultats détaillés      | Isabelle Delobel / Olivier Schoenfelder | Nathalie Péchalat / Fabian Bourzat | Pernelle Carron / Matthieu Jost     |
| Patinage synchronisé résultats détaillés | Les Zoulous                             | Les Atlantides                     | -                                   |

## Détails des compétitions

### Messieurs
| Rang    | Nom                 | Points | Prog. court | Prog. libre |
| ------- | ------------------- | ------ | ----------- | ----------- |
| 1       | Brian Joubert       | 239.49 | 1           | 1           |
| 2       | Yannick Ponsero     | 204.81 | 2           | 2           |
| 3       | Samuel Contesti     | 200.02 | 3           | 3           |
| 4       | Kim Lucine          | 174.51 | 5           | 4           |
| 5       | Mark Vaillant       | 162.76 | 7           | 5           |
| 6       | Jérémie Colot       | 159.72 | 6           | 6           |
| 7       | Florent Amodio      | 157.92 | 4           | 7           |
| 8       | Jeremy Prevoteaux   | 149.09 | 9           | 8           |
| 9       | Alexandre Briancon  | 141.56 | 12          | 9           |
| 10      | Damien Djordjevic   | 141.53 | 11          | 10          |
| 11      | Morgan Ciprès       | 139.27 | 10          | 12          |
| 12      | Benjamin Chauvineau | 132.50 | 17          | 11          |
| 13      | Yannick Kocon       | 132.42 | 9           | 14          |
| 14      | Christopher Boyadji | 127.57 | 15          | 13          |
| 15      | Vianney Drouin      | 124.38 | 14          | 15          |
| 16      | Bruno Massot        | 121.25 | 13          | 16          |
| 17      | Chafik Besseghier   | 109.16 | 16          | 17          |
| Forfait | Yoann Deslot        |        |             |             |
| Forfait | Alban Préaubert     |        |             |             |

### Dames
| Rang | Nom                       | Points | Prog. court | Prog. libre |
| ---- | ------------------------- | ------ | ----------- | ----------- |
| 1    | Anne-Sophie Calvez        | 135.55 | 4           | 1           |
| 2    | Candice Didier            | 121.31 | 1           | 5           |
| 3    | Laura Dutertre            | 118.84 | 6           | 2           |
| 4    | Julie Cagnon              | 118.07 | 5           | 3           |
| 5    | Nadège Bobillier-Chaumont | 117.65 | 2           | 6           |
| 6    | Vanessa Sanesti           | 115.12 | 8           | 4           |
| 7    | Gwendoline Didier         | 112.03 | 3           | 8           |
| 8    | Vincianne Fortin          | 107.46 | 7           | 7           |
| 9    | Anna Weinberger           | 101.52 | 12          | 9           |
| 10   | Charlotte Gendreau        | 99.05  | 10          | 12          |
| 11   | Victoria Pigne            | 98.88  | 11          | 11          |
| 12   | Chloé Depouilly           | 94.87  | 14          | 10          |
| 13   | Caroline Delome Sensat    | 89.67  | 9           | 14          |
| 14   | Camille Foucher           | 88.90  | 13          | 13          |

### Couples
| Rang | Nom                                 | Points | Prog. court | Prog. libre |
| ---- | ----------------------------------- | ------ | ----------- | ----------- |
| 1    | Marylin Pla / Yannick Bonheur       | 127.51 | 2           | 1           |
| 2    | Adeline Canac / Maximin Coia        | 120.60 | 1           | 2           |
| 3    | Mélodie Chataigner / Medhi Bouzzine | 112.37 | 3           | 3           |

### Danse sur glace
| Rang | Nom                                     | Points | Danse imposée | Danse originale | Danse libre |
| ---- | --------------------------------------- | ------ | ------------- | --------------- | ----------- |
| 1    | Isabelle Delobel / Olivier Schoenfelder | 193.94 | 1             | 1               | 1           |
| 2    | Nathalie Péchalat / Fabian Bourzat      | 167.91 | 2             | 2               | 2           |
| 3    | Pernelle Carron / Matthieu Jost         | 160.67 | 3             | 3               | 3           |

### Patinage synchronisé
| Rang | Nom            | Points | Prog. court | Prog. libre |
| ---- | -------------- | ------ | ----------- | ----------- |
| 1    | Les Zoulous    | 121.31 | 1           | 1           |
| 2    | Les Atlantides | 107.84 | 2           | 2           |

## Sources
- Résultats des championnats de France 2007 sur le site csndg.org
- Patinage Magazine, n°105 (Hiver 2006/2007)